# Synanthedon rhodothictis
Synanthedon rhodothictis is een vlinder uit de familie wespvlinders (Sesiidae), onderfamilie Sesiinae.
Synanthedon rhodothictis is voor het eerst wetenschappelijk beschreven door Meyrick in 1918. De soort komt voor in het Oriëntaals gebied.